# Pterocelastrus tricuspidatus
Pterocelastrus tricuspidatus là một loài thực vật có hoa trong họ Dây gối. Loài này được Walp. miêu tả khoa học đầu tiên năm 1842.

## Hình ảnh

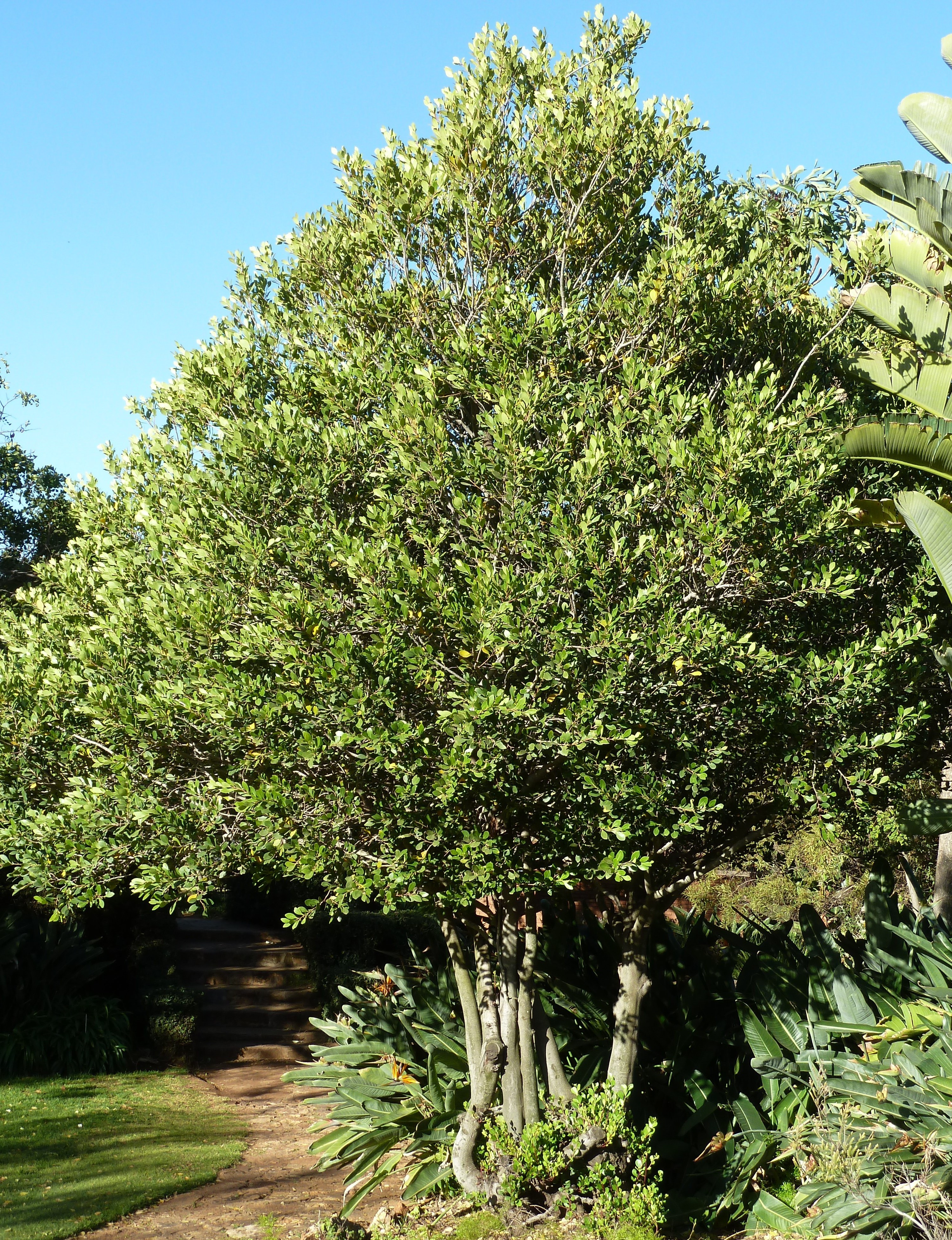
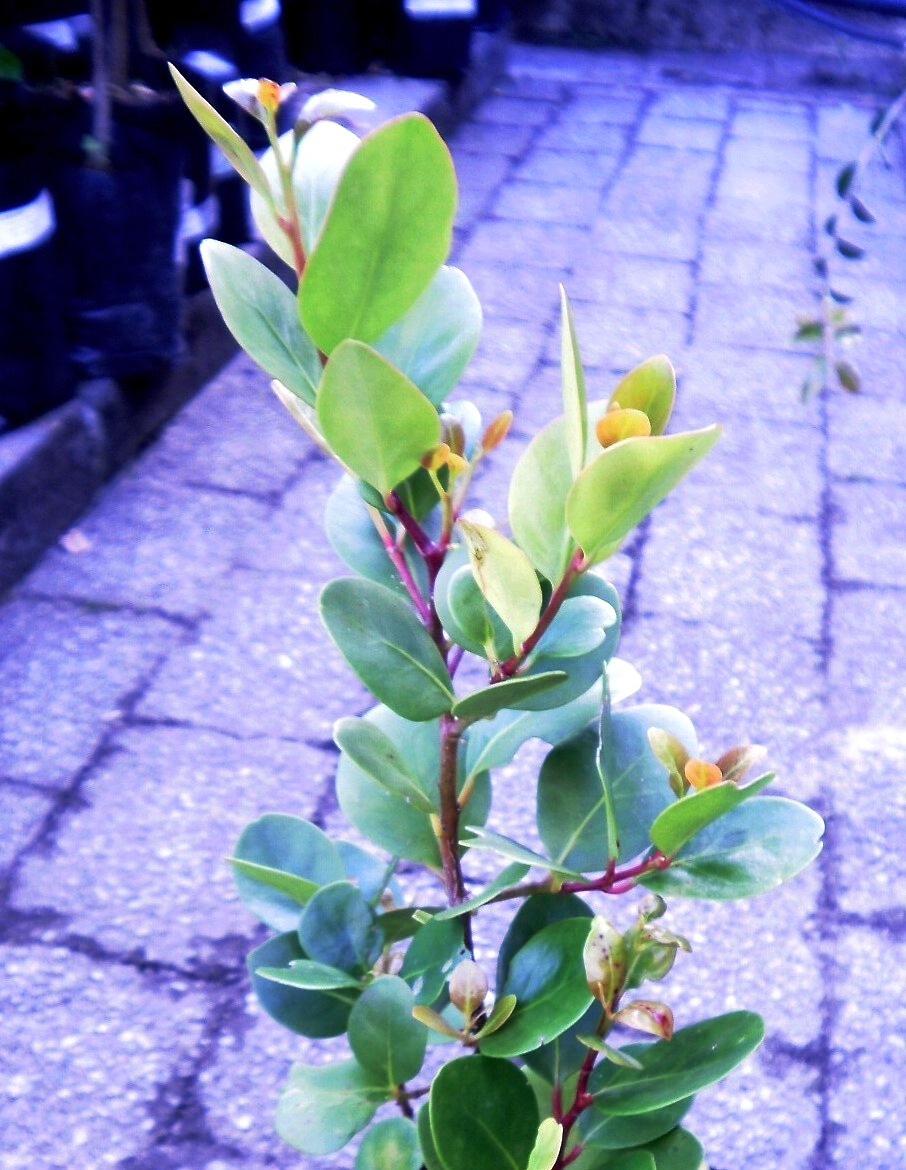
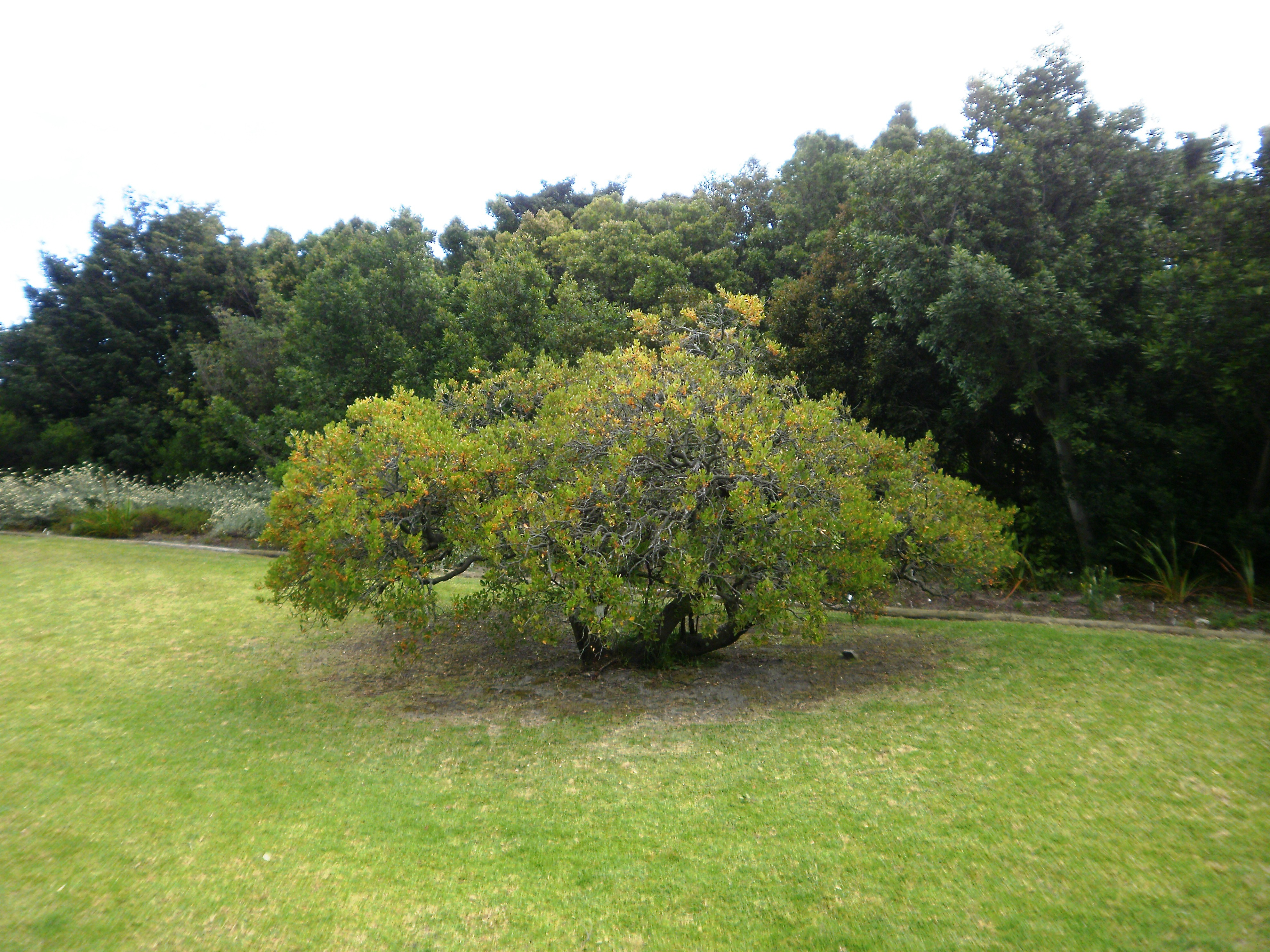
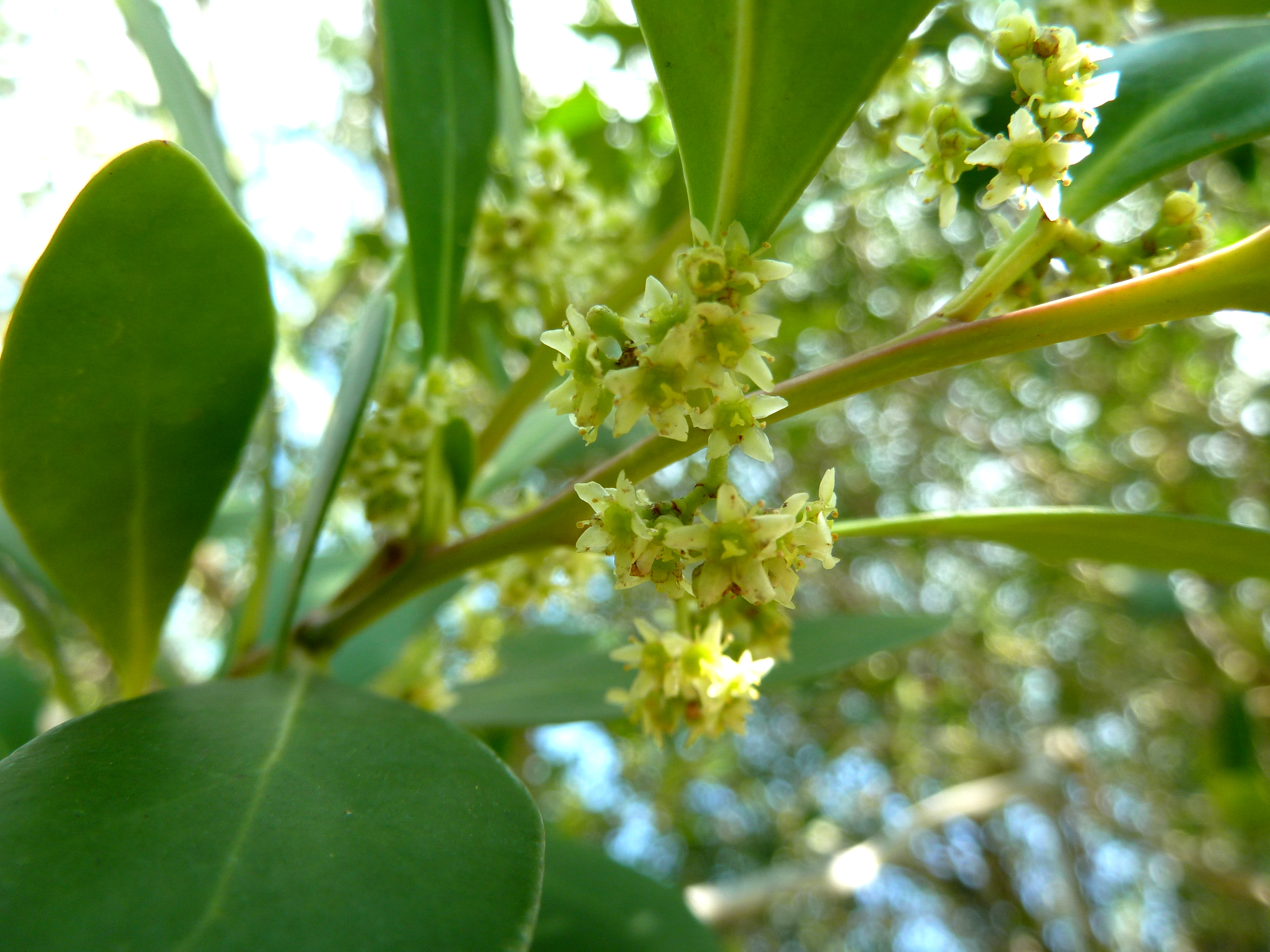